# 伍雲
伍雲（？—1424年），京師鳳陽府定遠縣（今安徽省定遠縣）人，明朝政治人物。
其以荊州護衛指揮同知跟随征讨交阯，攻破坡壘、隘留、多邦等城，在攻占东西都的战役中均有功，后调任昌江衛指挥使。明仁宗初期，跟随方政在茶籠讨伐黎利中，深陷阵中战死。